# آنری برگسون
هنری برگسون یا آنری برگسون (به فرانسوی: Henri Bergson) (زاده ۱۸ اکتبر ۱۸۵۹ – درگذشته ۴ ژانویه سال ۱۹۴۱) فیلسوف مشهور فرانسوی یهودی-تبار بود.

## زندگی
وی زاده پدری لهستانی و مادری انگلیسی-ایرلندی بود؛ و در ۱۸ سالگی جایزه‌ای ویژه در ریاضیات را به خاطر حل مسئله‌ای مطرح شده از سوی پاسکال دریافت نمود. اما برگسون تحصیلات ریاضی خود را پی نگرفت و به دنبال تحصیلات آکادمیک در رشته‌های فلسفه و روانشناسی رفت و نخستین اثرش را در سال ۱۸۸۶ میلادی با عنوان «انگیزه ناخودآگاه در حالتهای هیپنوتیز» در حالی به رشته تحریر درآورد که اثر معروف زیگموند فروید و بروئر در مورد هیستری تا ده سال پس از آن یعنی در سال ۱۸۹۶ میلادی منتشر نشد. همین علاقه وافر برگسون به نقش خاطرات ناخودآگاه در قوه شناخت باعث شد به سرپرستی انجمن تحقیقات روانی لندن برگزیده شود.
او که پیش‌تر از این به عضویت مؤسسه و پژوهشگاه علوم اخلاقی و سیاسی درآمده بود در سال ۱۹۱۴ میلادی عضو پژوهشگاه فرانسه شد و در ۱۹۲۸ میلادی توانست جایزه نوبل ادبیات را تصاحب کند. او پس از جنگ جهانی یکم در امر پیشبرد تفاهم بین‌المللی فعال بود و همچنین مدتی ریاست کمیته همکاری معنوی را که توسط جامعه ملل بنیاد گذاشته شده بود را بر عهده داشت تا اینکه بیماری و ضعف جسمی باعث شد کناره‌گیری نماید.
کتاب معروفش یعنی «تحول خلاق» در سال ۱۹۰۷ میلادی منتشر شد و وقتی این کتاب پنج سال بعد به زبان انگلیسی منتشر شد برتراند راسل ابراز داشت که «برگسون می‌خواهد ما را به زنبورهایی که قوه شهود دارند تبدیل کند». به اعتقاد راسل نمی‌توان برگسون را در هیچ دیدگاه نظری از جمله در تجربه‌گرایی، واقع‌گرایی یا ایده‌آلیسم طبقه‌بندی کرد. البته در ترازوی نقد و سنجش آراء دهه۱۸۹۰ تا ۱۹۰۰ وی در کفه شهود گرایی جای می‌گیرد.

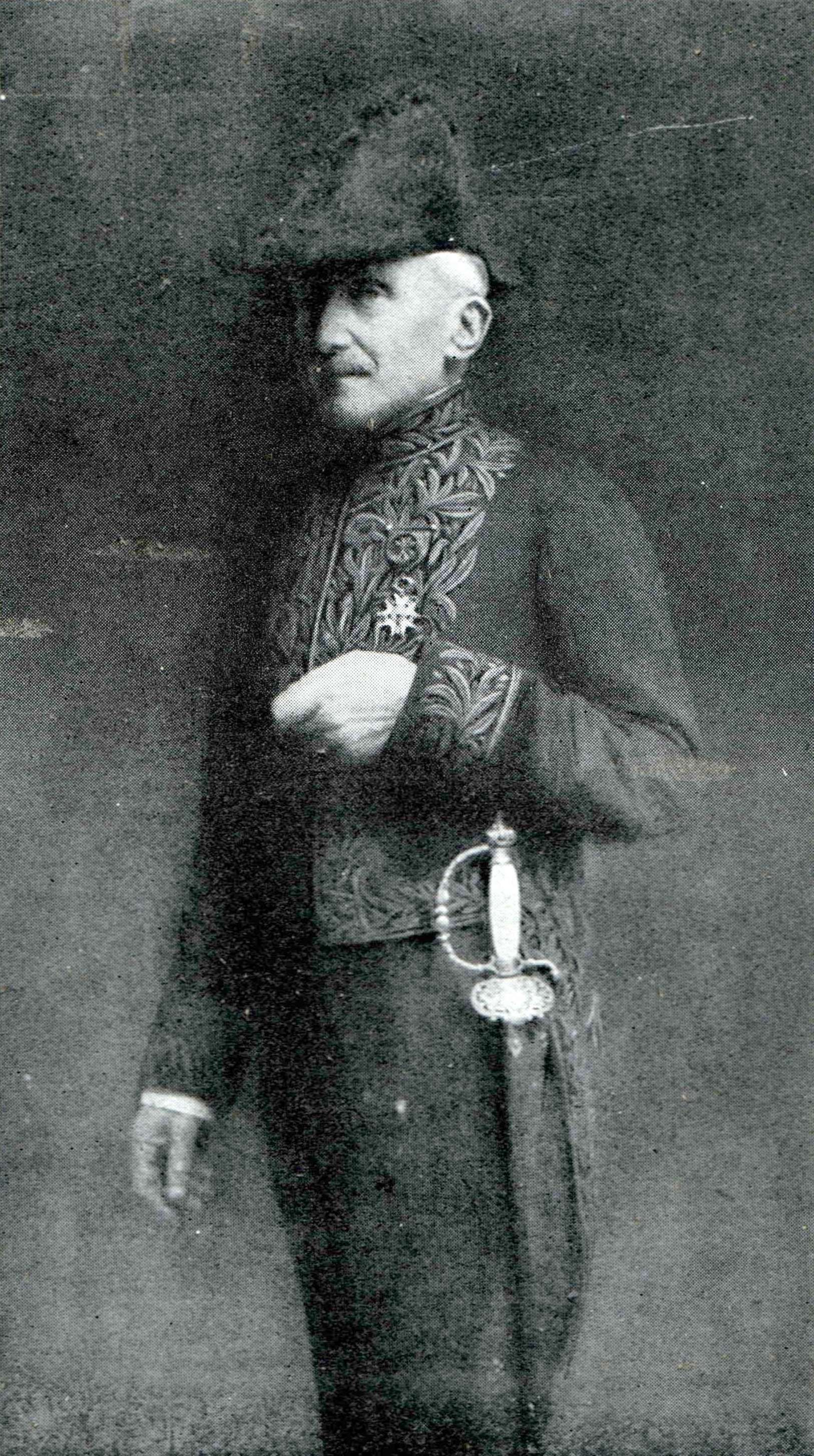
در سال ۱۹۱۸

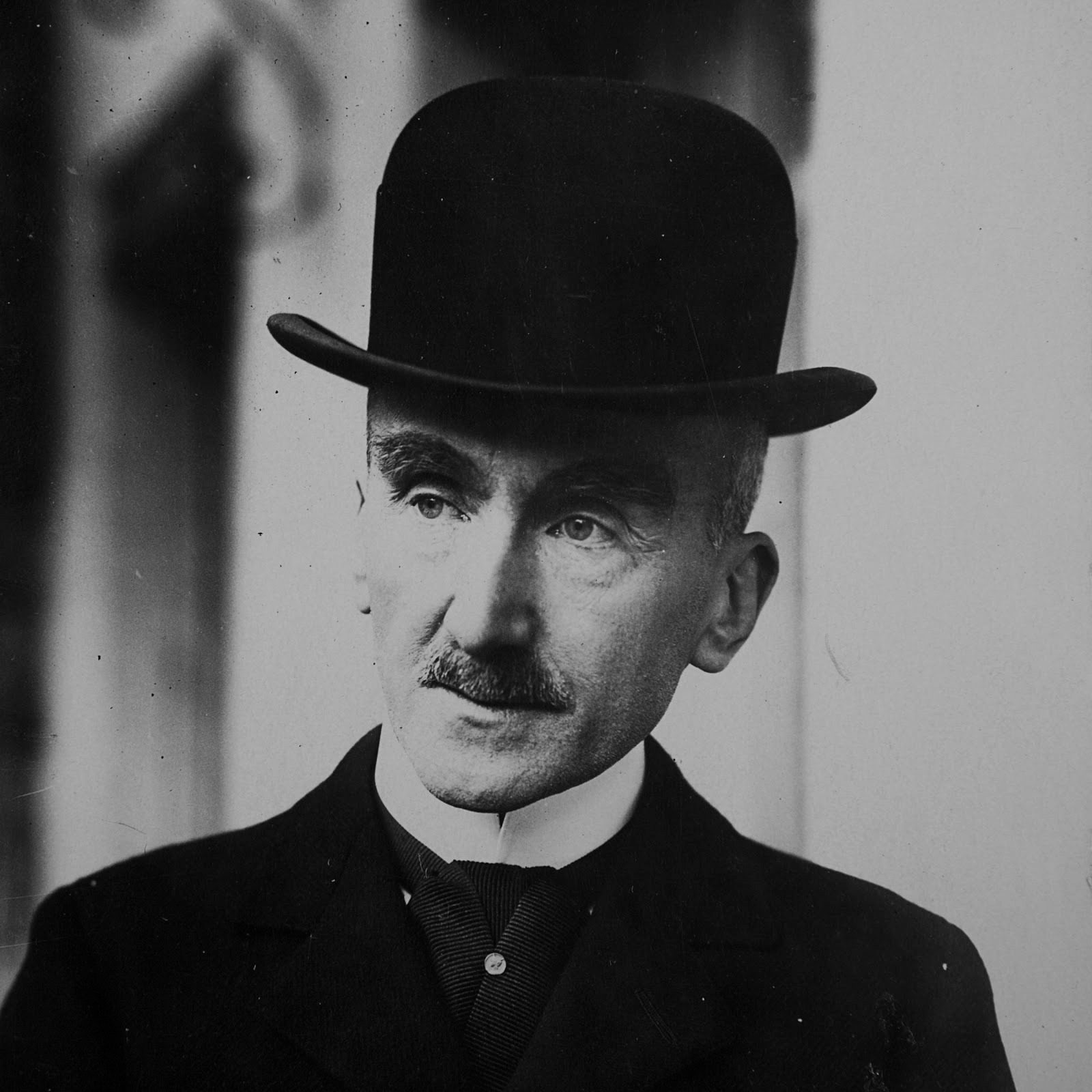
هنری برگسون

## دو سرچشمه اخلاق و دین
هانری برگسون اثر برجسته‌اش را در سال ۱۹۳۲ با عنوان «دو سرچشمه اخلاق و دین» منتشر کرد. در این کتاب او دو نوع دین را متصور می‌شود که یکی را دین سکون یا طبیعی و دیگری را دین حرکت می‌نامد، و برای هر یک منشأ جداگانه‌ای ذکر می‌کند:
- دین سکون یا طبیعی؛ وسیله‌ای که طبیعت برای محافظت هیئت اجتماعی برمی‌انگیزد، در برابر عقل که باعث انفراد، تنهایی و جدایی شخص از دیگران است. منشأ این دین سه مسئله‌است به این شرح:

1. در میان موجودات هستی تنها انسان است به مرگ آگاه است و می‌داند که فناپذیر است و این آگاهی موجب تألم خاطر وی می‌شود. از طرفی برای زندگی در دنیا شور و نشاط لازم است و عقل انسان را با آگاهی دادن وی از مرگ این نشاط را از وی می‌گیرد، اما فطرت انسان برای جبران این فقدان نشاط در انسان آخرت را برای انسان متصور می‌شود و او را به زندگی امیدوار می‌کند.
2. چون میزان قدرت اجتماع مخصوصاً در ابتدای تشکیل به وجود افراد وابسته‌است، بنابراین بقای این اشخاص برای اجتماع واجب است، به طوری که نیازمندند این اشخاص را حتی پس از مرگشان موجود و حاضر بدانند و این امر باعث مرده پرستی می‌شود و باعث می‌شود خداوندی برای آنها قائل شوند و داستانهایی برای آنها بسازند و به مرور زمان و بقای آن افراد وفات یافته را بنابر اعتقاد خود با وجود یک بدن لطیف متصور شوند که لطافت آن بدن به تدریج باعث اعتقاد به روح می‌شود.
3. انسان به واسطهٔ قوهٔ درک و فهم خود و این که می‌بیند از آینده و سرنوشت خود ناآگاه است متزلزل و نگران می‌شود؛ پس عقلش به این تمایل پیدا می‌کند که به غیب توسل جوید و معتقد به وجود خداوندان و اشخاص فوق‌العاده‌ای شود که در امور زندگی او مؤثرند و عملیات سحر و جادو و امثال آن و حتی خدایان اساطیری در یونان و روم و ایران از همین احساس نگرانی سر منشأ می‌گیرد.

- دین حرکت؛ این نوع دین مبدأ عالی دارد و مبدأ آن همان دانشی است که در انسان عقل را به وجود می‌آورد. از آن مایه دانش در انسان قوه اشراقی به ودیعه گذاشته شده‌است که در عموم، به حال ضعف، ابهام و محو می‌باشد؛ ولی ممکن است که قوی شده تا آنجا که شخص متوجه شود آن اصل اصیل در او وجود دارد. به عبارت دیگر اتصال خود به مبدأ را در می‌یابد و آتش عشق در او افروخته می‌شود، هم نگرانی که از عقل در وجود انسان به وجود آمده مبدل به اطمینان خاطر می‌گردد و هم باعث می‌شود انسان به جزئیات توجهی نکند و به‌طور کلی به حیات تعلق می‌گیرد.

## زیبایی شناسی و شهود
برگسون تعریفش از شهود را با استعداد زیبایی شناسی انسان ترکیب می کند تا مفهومی را خلق کند که خود آن را  شهود زیبایی شناسانه میخواند. برگسون نتایج این شهود زیبایی شناسانه را محصول احساس دانسته و چنین احساسی را برای تولید دانش حقیقی، حیاتی می داند. در واقع او دریافت زیبایی شناسانه را عامل اصلی کسب دانش حقیقی برای انسان می داند.

## ترجمه به فارسی
از برگسون
- مقدمه بر مابعدالطبیعه (به انضمام فلسفهٔ فرانسوی)، ترجمهٔ سید اشکان خطیبی، تهران: فرهنگ نشر نو، ۱۴۰۲.
- مقدمه ای بر متافیزیک (جستار) در کتاب نظریه های زیبایی شناسی، گردآوری مارک فاستر گیج، ترجمه احسان حنیف، تهران: فکرنو، ۱۳۹۹.
- تحول خلاق (نسخه خلاصه شده) در کتاب نظریه های زیبایی شناسی، گردآوری مارک فاستر گیج، ترجمه احسان حنیف، تهران: فکرنو،۱۳۹۹.
- تحول خلاق (نسخه کامل)، ترجمه علیقلی بیانی، دفتر نشر فرهنگ اسلامی، ۱۳۷۱.

درباره برگسون
- آنری برگسون، نوشته سنفورد شواترز، ترجمه خشایار دیهیمی، تهران: نشر ماهی، ۱۳۸۲.